# Globimetula cupulata
Globimetula cupulata är en tvåhjärtbladig växtart som först beskrevs av Dc., och fick sitt nu gällande namn av Danser. Globimetula cupulata ingår i släktet Globimetula och familjen Loranthaceae. Inga underarter finns listade i Catalogue of Life.